# تاب راموس
تاب راموس (مواليد 21 سبتمبر 1966) هو لاعب كرة قدم. يلعب مع منتخب الولايات المتحدة الأمريكية لكرة القدم. سبق له أن لعب في كأس العالم لكرة القدم مع منتخب بلاده.

## روابط خارجية
- تاب راموس على موقع الدوري الأمريكي (الإنجليزية)
- تاب راموس على موقع قاعدة بيانات كرة القدم.إي يو (الإنجليزية)
- تاب راموس على موقع ناشيونال فوتبول تيمز (الإنجليزية)
- تاب راموس على موقع كووورة
- تاب راموس على موقع أوليمبيديا (الإنجليزية)